# جونیه

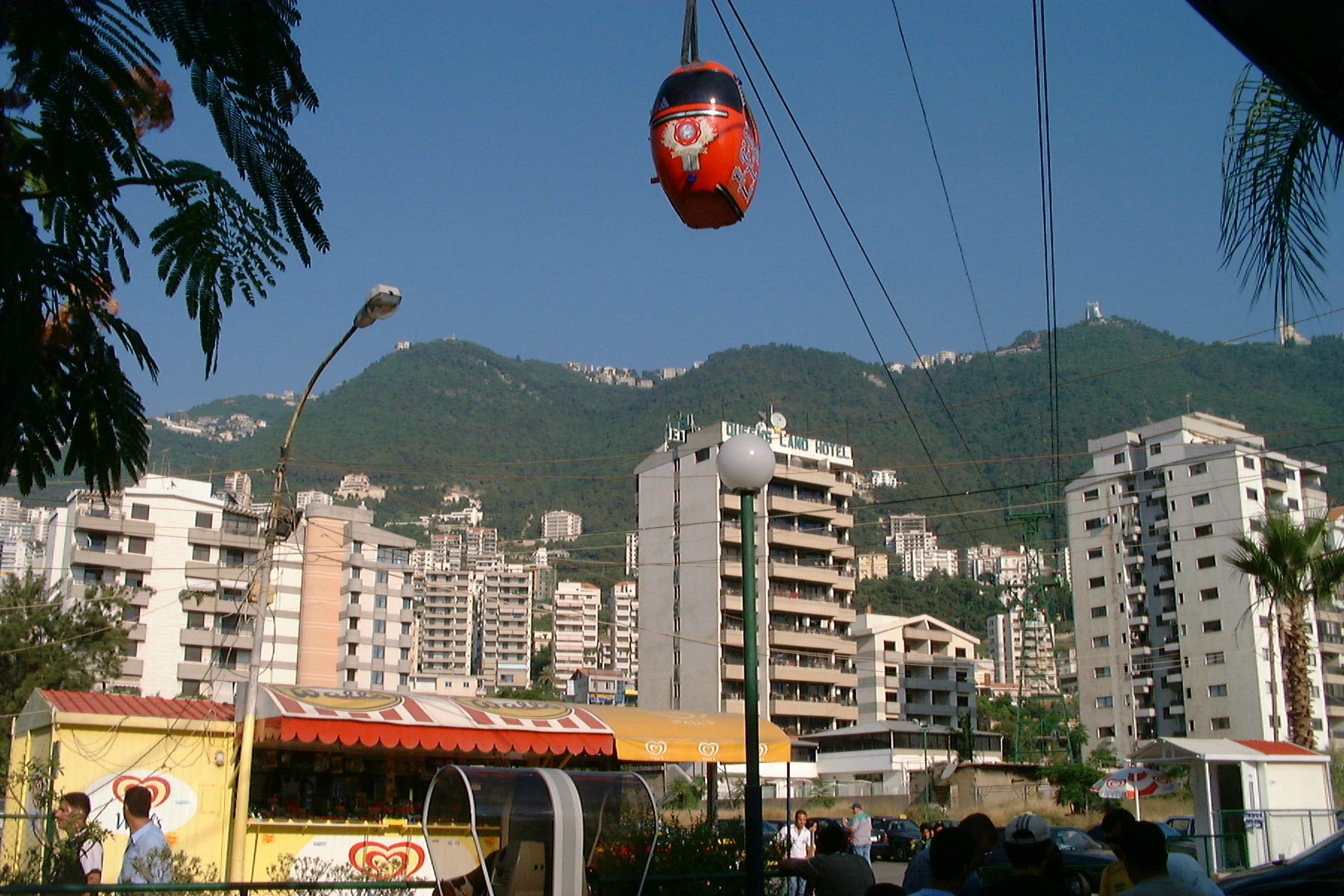

جونیه شهری در کشور لبنان است که در ساحل دریای مدیترانه و ۱۵ کیلومتری شمال بیروت قرار دارد. عده ای معتقدند نام جونیه ریشه ای یونانی داشته و به معنای مثلث می باشد. جمعیت این شهر حدود ۱۸۰۰۰ نفر می باشد و اکثریت آن را مسیحیان تشکیل می دهند. جونیه به خاطر جاذبه های گردشگری چون: حریصا، غار جعیتا، تله کابین و کازینوی لبنان شهرت دارد.